# Stromrauschen
Das Stromrauschen ist ein Rauschen, das beim Fließen des elektrischen Stroms entsteht. Es wirkt wie eine Störung auf das Nutzsignal und verschlechtert damit die Qualität des Signals. Anders gesagt: Der Signal-Rauschabstand (englisch signal-to-noise ratio, SNR oder S/N) wird verringert.
Der Begriff Stromrauschen wird zumeist sehr allgemein verwendet, er fasst damit als Sammelbegriff eine Vielzahl von Effekten zusammen, die beim Fließen des elektrischen Stroms ein Rauschen verursachen können. Seltener wird der Begriff mit einer einzelnen Ursache, dem Schrotrauschen, gleichgesetzt.

## Rauschen beim Stromfluss
Die meisten der hier aufgeführten Rauschquellen sind auch beispielhaft anhand der Elektronenröhre in dem Wikipedia-Artikel zur Elektronenröhre erklärt.
Stromverteilungsrauschen
Durch die verschiedenen Geschwindigkeiten der einzelnen Ladungsträger entsteht ein Rauschen. Dieser Effekt tritt unter anderem bei der Elektronenröhre auf.
Funkelrauschen
ist eine Form des Rauschens, die erstmals bei der Emission von Elektronen aus Glühkathoden beobachtet wurde. Erklärt wird das Funkelrauschen durch Vorgänge an der Oberfläche der Kathode infolge von Diffusion und Umladung von Fremdatomen. Das dabei teilweise sichtbare „Funkeln“ (englisch: flicker) gab dieser Art des Rauschens den Namen.
Schrotrauschen
(auch Schottky-Rauschen oder einfach Stromrauschen) Das Schrotrauschen tritt immer dann auf, wenn ein elektrischer Strom eine Potentialbarriere überwinden muss. Jeder einzelne Ladungsträger (Elektronen oder Löcher) der am Gesamtstromfluss beteiligt ist, muss für sich diese Barriere überqueren. Dies geschieht nicht gleichmäßig, sondern ist ein statistischer Prozess. In der Summe sind auch auf makroskopischer Ebene gewisse Schwankungen des Stromflusses zu beobachten, die das Rauschen verursachen.
Influenzrauschen
Bei der Elektronenröhre kommt es vor allem bei Frequenzen oberhalb von 100 MHz zu Influenzvorgängen, die die Ursache für dieses Rauschen sind.
Wärmerauschen
(auch: thermisches Rauschen, Widerstandsrauschen, Nyquist-Rauschen, Johnson-Rauschen oder Johnson-Nyquist-Rauschen) ist ein weitgehend weißes Rauschen, das aus der thermischen Bewegung der Ladungsträger in elektrischen Schaltungen hervorgeht. Wärmerauschen äußert sich bei unbelasteten ohmschen Widerständen als thermisches Widerstandsrauschen, oft einfach Widerstandsrauschen genannt. Die thermische Bewegung der Leitungselektronen erzeugt an den Klemmen des Zweipols den Rauschstrom und die Rauschspannung.
Popkornrauschen
oder auch Burstrauschen. Die Ursache für dieses Rauschen sind metallische Verunreinigungen im Halbleiter. Diese können sprunghafte Veränderungen der Gleichstromparameter zur Folge haben und damit niederfrequente Impulse auslösen.
Generations-Rekombinations-Rauschen
In Halbleitern (n- und p-leitenden Siliziumeinkristalle) kann das auftretende Stromrauschen als Generations-Rekombinationsrauschen gedeutet werden. Dieses Rauschen tritt unterhalb der charakteristischen Frequenz {\displaystyle f_{\text{c}}={\tfrac {1}{\tau }}}  als Weißes Rauschen und oberhalb als 1/f²-Rauschen auf. Dabei ist {\displaystyle \tau } die Relaxationszeit des Systems.

## Rauschen bei der Verarbeitung, Übertragung und Umwandlung von Signalen
Auch bei der Verarbeitung, Umformung oder Umwandlung elektrischer Signale gibt es verschiedene Rauschquellen. Diese werden üblicherweise nicht als Stromrauschen bezeichnet, sollen hier aber dennoch zur Übersicht genannt werden:
Quantisierungsrauschen
Bei der Digitalisierung eines analogen Signals durch einen Analog-Digital-Umsetzer entsteht ein Quantisierungsrauschen. Die Quantisierung in eine endliche Anzahl von Quantierungsstufen, die praktisch immer in Bits vorgenommen wird, hat eine reduzierte Auflösung und Quantisierungsfehler zur Folge. Diese Fehler wirken wie ein Rauschen auf das Signal und werden daher Quantisierungsrauschen genannt. Bei einem idealen Analog-Digital-Umsetzer ist ein Rauschabstand von etwa 6 dB pro Bit möglich.
Bandrauschen
entsteht bei der Magnetbandaufzeichnung von Audio- und Videosignalen.
Antennenrauschen
entsteht durch alle Arten ungewünschter elektromagnetischer Strahlung im Übertragungsband, wie Zünd- und Schaltfunken und Gewitter.
Komfortrauschen
(englisch comfort noise) ist ein im Rahmen der digitalen Signalverarbeitung künstlich erzeugtes Rauschen, welches bei der digitalen Übertragung von menschlicher Sprache zur Füllung von Sprachpausen verwendet wird.